# Ismene hawkesii
Ismene hawkesii là một loài thực vật có hoa trong họ Amaryllidaceae. Loài này được (Vargas) Gereau & Meerow mô tả khoa học đầu tiên năm 1993.